# Жильбер (герцог Бургундії)
Жильбер Бургундський (*Gilbert, д/н —8 квітня 956) — герцог Бургундії у 952—956 роках.

## Життєпис

### Молоді роки
Народився у замку Віржі. Син графа Манасії I Старого, графа Атьє, Оксуа, Авалуа, Бона, Шалона, Десмуа, Лангра, та Ірменгарди, доньки Бозона, короля Нижньої Бургундії. Між 910 та 918 роками після смерті батька успадкував графство Авалуа. Замолоду оженився з донькою герцога Бургундії.
924 року після смерті старшого брата Вало успадкував графства Шалона и Десмуа. У 925 року (за іншими відомостями 936) після смерті другого брата Манасії II успадкував графства Осуа, Діжон, Віржі та Бон. 938 року укладено договір в Лангрі щодо спадкування герцогства Бургундія. У 941 році від герцога Гуго Бургундського отримав графства Отен і Труа. 

### Герцог
У 952 році успадкував герцогство Бургундію після смерті свого шварґа Гуго Бургундського. Продовжив політику останнього, намагаючись зберегти самостійність від Гуго Великого та короля Людовика IV.
У 955 році вступив у відкритий конфлікт з Гуго Великим, проте зазнав поразки, потрапивши в полон. За мирною угодою визнав зверхність Гуго Великого та погодився видати свою доньку за сина останнього. Помер 956 року у Парижі, після чого більшість володінь (Бургундія) відійшли до зятя Оттона, а родинні графства де роду де Віржі — шварґу Ламберту де Макону.

## Родина
Дружина — Ерменгарда, донька Річарда, герцога Бургундії
Діти:
- Аделаїда (д/н-974),дружина Роберта, графа Вермандуа
- Лютгарда (944-965), дружина Оттона I
- Адель, дружина Робера I, графа Мо